# Феррари, Томмазо Мария
Томмазо Мария Феррари (итал. Tommaso Maria Ferrari; 2 декабря 1649, Мандурия, Неаполитанское королевство — 20 августа 1716, Рим, Папская область) — итальянский куриальный кардинал, доминиканец. Магистр Апостольского дворца с 12 декабря 1688 по 12 декабря 1695. Префект Дома Его Святейшества с 28 августа 1691 по 11 ноября 1697. Префект Священной Конгрегации Священной Индекса со 3 марта 1700 по 26 августа 1716. Камерленго Священной Коллегии кардиналов с 14 января 1704 по 26 января 1705. Кардинал-священник с 12 декабря 1695, с титулом церкви Сан-Клементе со 2 января 1696 по 20 августа 1716.